# Bremens historia

Die Speckflagge - Bremens delstatsflagga.

Bremen har en lång historia som handels- och sjöfartsstad och är idag en av Tysklands tre stadsdelstater. Bremen är mer än 1200 år gammal, och är även en av de främsta Hansastäderna genom historien. Den är belägen nära floden Wesers utlopp, cirka 12 mil från Hamburg. I delstaten Bremen ingår Bremen och Bremerhaven.

## Bremens grundande

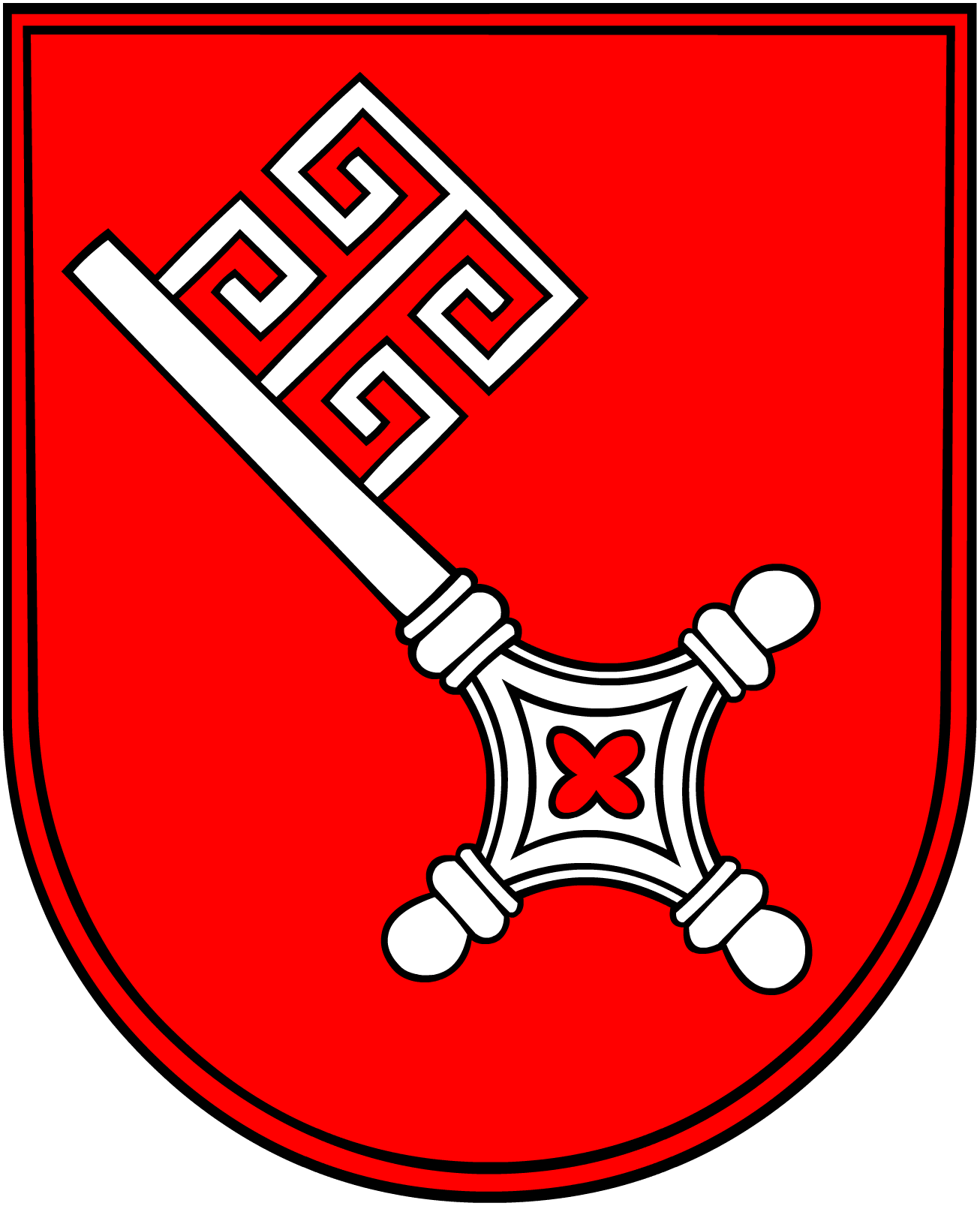
Bremens vapen.

Staden Bremen omnämns i historieskrivningen första gången i formen Bremun (på latin Brema) 787 efter Kristus då Karl den store upprättade ett biskopsstift där. Omkring 848 valde biskoparna i Hamburg att flytta till det säkrare Bremen sedan Hamburg attackerats av vikingar 845. Bremen blev nu plats för ärkebiskopssätet Hamburg-Bremen.
1186 utfärdades det första kejserliga privilegiet för staden och 1246 fastställdes valordningen till stadens råd och rådets befogenheter definierades. Trots beroende av biskopen erhöll staden så småningom en tämligen självständig ställning, slöt handelsfördrag, förvärvade privilegier i England och Norge med mera och inträdde i Hanseförbundet. Åren 1285–1358 samt 1427–33 var Bremen uteslutet från Hansan. Under 1400-talet löstes staden i stor utsträckning från sitt beroende av biskopen och fick status som en fri stadsstat.

### Hansastaden Bremen
Bremen kom att vara med i Hansan under fyra olika perioder som sammanlagt blev 252 år. Bremens handeln oncenterade sig till Nederländerna, England, Norge, Westfalen men även mot Östersjön. man handlade med spannmål, fisk, sten, trä och öl. Man var med första gången 1260 men utestängdes 25 år senare sedan Bremens köpmän hamnade i en konflikt med de övriga medlemmarna om handelsrutterna och inte ville gå med på en blockad för att stärka handeln mellan väst och öst. Bremen hamnade också i konflikt med övriga Hansamedlemmarna över hanteringen av sjöröveriet. Bremen ansågs inte agera tillräckligt då man vill ha en god relation med Butjadingen för att få kontroll över Wesers mynning. 
När Bremen hamnade i en svår period återvände man till Hansan 1358. 1427 blev staden på nytt utesluten men återkom 1438 och steg nu i rang och var för värd för Hansadagen när alla medlemsstäder samlades 1493 och 1494. Bremen var på grund av religionsstridigheter återigen uteslutet 1563-1576. Efterhand förlorade Hansan sin roll och upplöstes i samband med Trettioåriga kriget innan den officiella upplösningen 1669. Arvet efter hansatiden vårdas i dagens Bremen, bland annat i stadens officiella titel Freie Hansestadt Bremen. 

## 1600-talet

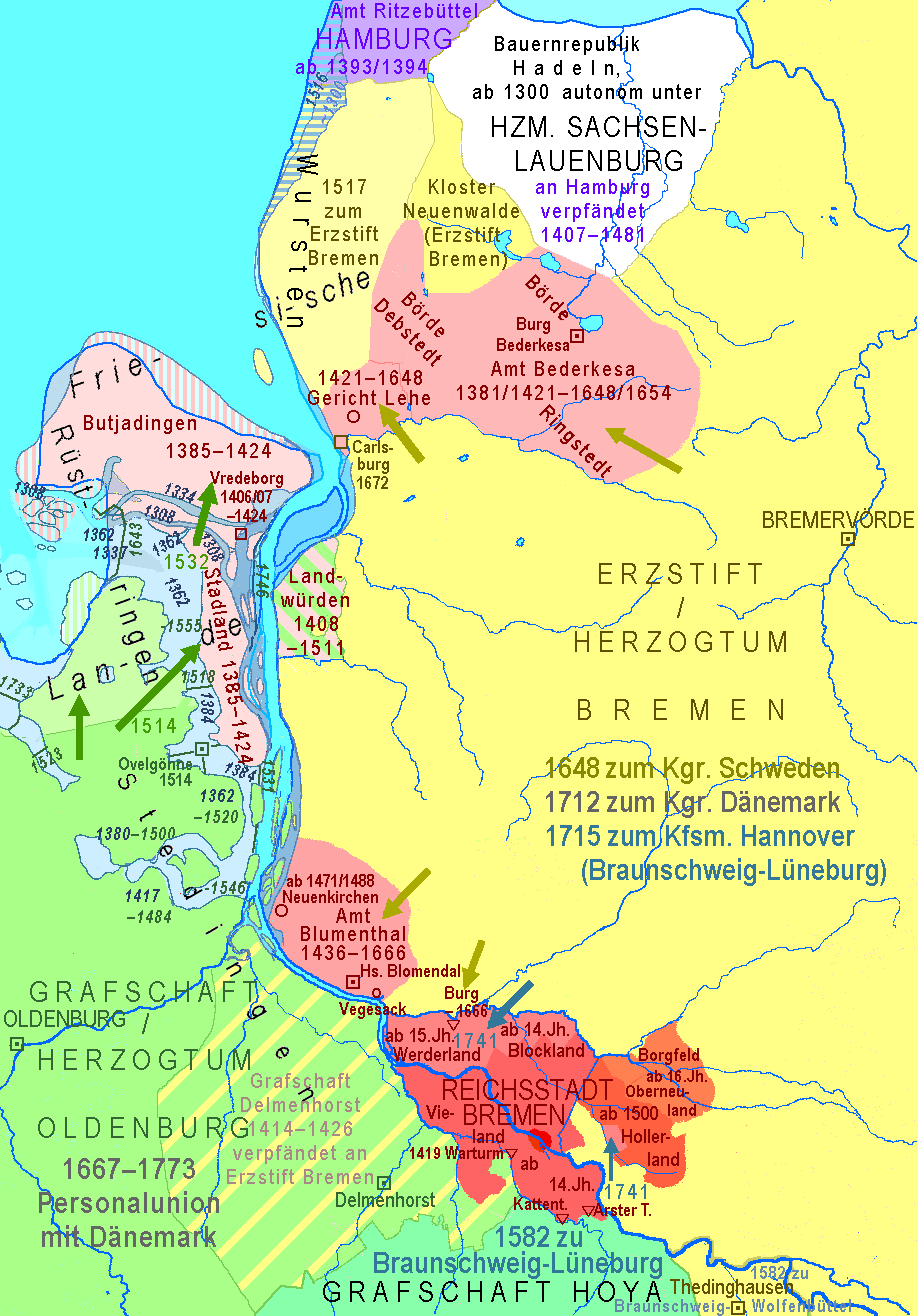
Territorior av fri staden Bremen under 1300- till 1700-talet och svenska hertigdömet Bremen

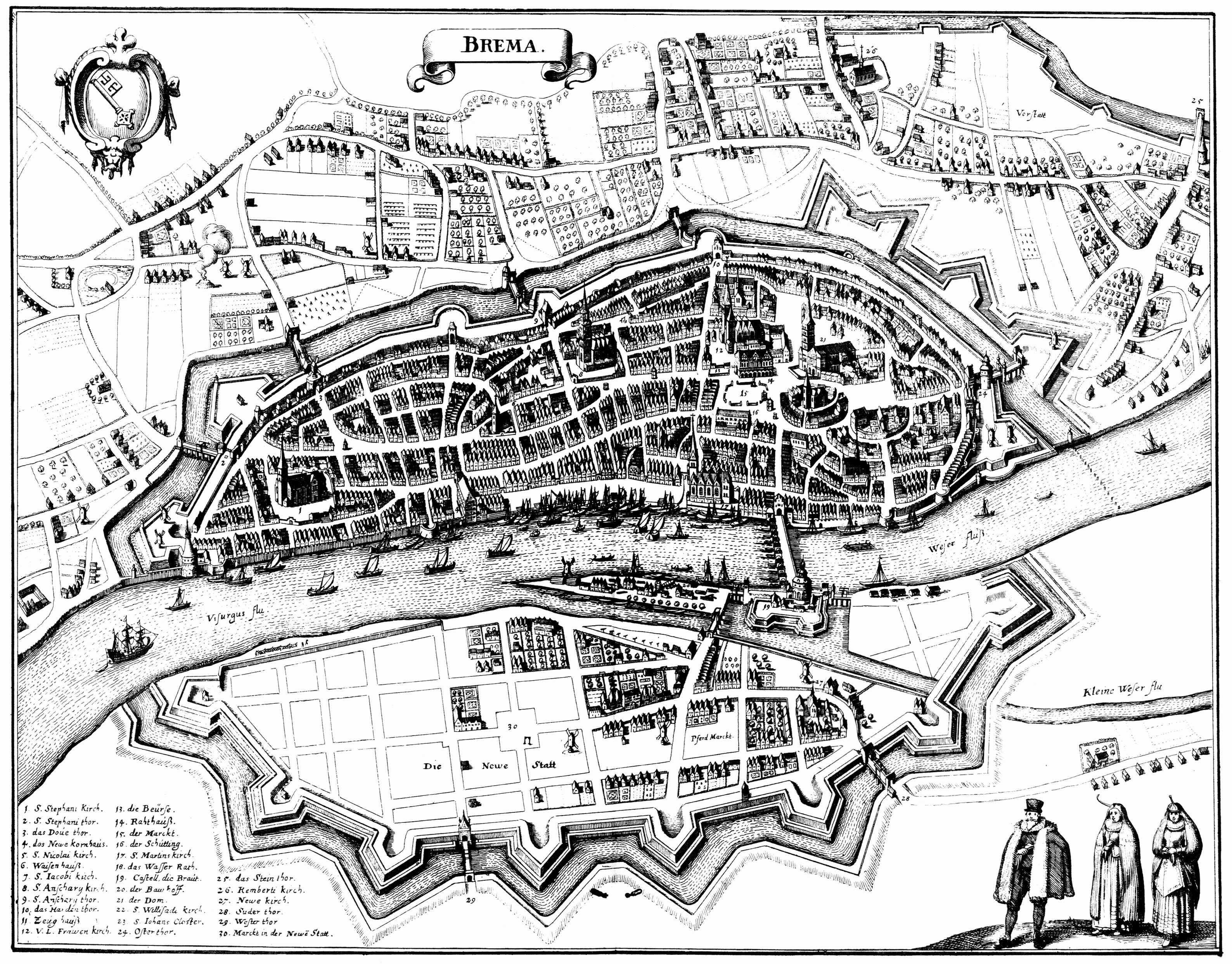
Bremen 1641.

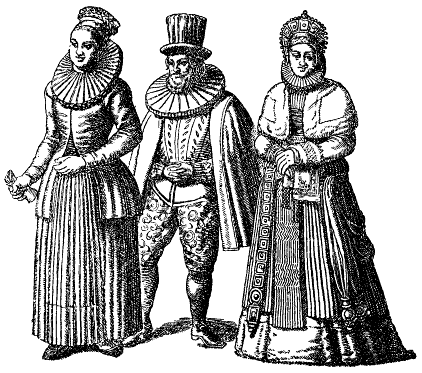
Högtidsdräkter från Bremen under 1500-talet

Reformationen fann ett gynnsamt mottagande i staden och 1618 förklarades den reformerta läran för statsreligion. Staden kämpade ihärdigt för både sin religiösa och sin politiska frihet. Den senare kom dock i fara, sedan det omgivande biskopsstiftet i början av 1600-talet genom den westfaliska freden 1648 kommit i Sveriges ägo. När stadsrådet fick kännedom om att stiftet Bremen skulle avträdas till Sverige såg de, 1646, till att utverka ett frihetsbrev från kejsaren (till en kostnad av 100 000 floriner). Stadens ställning som fri riksstad hade innan detta aldrig haft officiell sanktion.  

### Konflikt med Sverige
Sverige erkände dock inte detta sent tillkomna frihetsbrev vilket innebar att förhållandet mellan Bremen och den svenska kronan blev oklart och spänt de följande decennierna. Sverige hade visserligen i westfaliska freden förbundit sig att lämna Bremens gamla kyrkliga och politiska fri- och rättigheter oantastade, men gjorde trots detta anspråk på en viss överhöghet. Det fordrades bland annat att staden skulle hylla den svenska kronan och svenskarna krävde att få inackordera en besättning i staden. 
Bremen uppträdde likväl som självständig riksmedlem och trots Sveriges protester fick det 1654 en representant på tyska riksdagen. Detta resulterade i det Första bremiska kriget, som till en början bilades genom recessen i Stade 28 november 1654, enligt vilken Bremen förband sig att hylla den svenske kungen med mera, men där frågan om riksomedelbarheten uppsköts till framtida underhandling. Bremens vägran att hylla Karl XI och dess anspråk på riksomedelbarhet ledde 1665 till att Karl XI:s förmyndarregering förklarade staden krig - andra bremiska kriget. Svenskarnas huvudavsikt var dock inte  att betvinga Bremen utan snarare att skaffa sig en förevändning för att hålla en stridsklar armé i Tyskland som ett lockbete för subsidiebringande allianser. 
Det inträffade inte heller några egentliga sammandrabbningar i detta för den svenska ledningen föga hedrande krig, vilket i historien är känt under namnet andra bremiska kriget och 15 november 1666 avslutades det med traktaten i Habenhausen. Enligt denna avstod Bremen till 1700 från att låta sig representeras på tyska riksdagen och från säte och stämma i nedersachsiska kretsen, varemot de av svenskarna på stadens område uppförda befästningarna revs ned och Sverige förband sig att vid möjliga tvister med staden att avstå från fientligheter. Konfliktens utgång innebar ett klart nederlag för Sverige, tvistefrågorna mellan staden och Sverige blev inte lösta. Men huset Hannover, till vilket Sverige 1719 avträtt hertigdömet Bremen, erkände 1741 stadens riksomedelbarhet.

## 1800-talet
1803 blev Bremen fri riksstad, men Napoleon I införlivade staden med det franska riket 1810 och gjorde den till huvudstad i departementet Wesermynningarna (Départements des Bouches du Weser) som en del i Frankrike. Philipp Karl Graf von Arberg utsågs till prefekt. Efter nederlaget i Napoleonkrigen lämnade de franska trupperna staden 1814. 1815 förklarades det av Wienkongressen för fri riksstad och medlem av Tyska förbundet. Bremens borgmästare Johann Smidt deltog i kongressen och var den som lyckades säkra stadens återvunna suveränitet.

### Bremerhaven

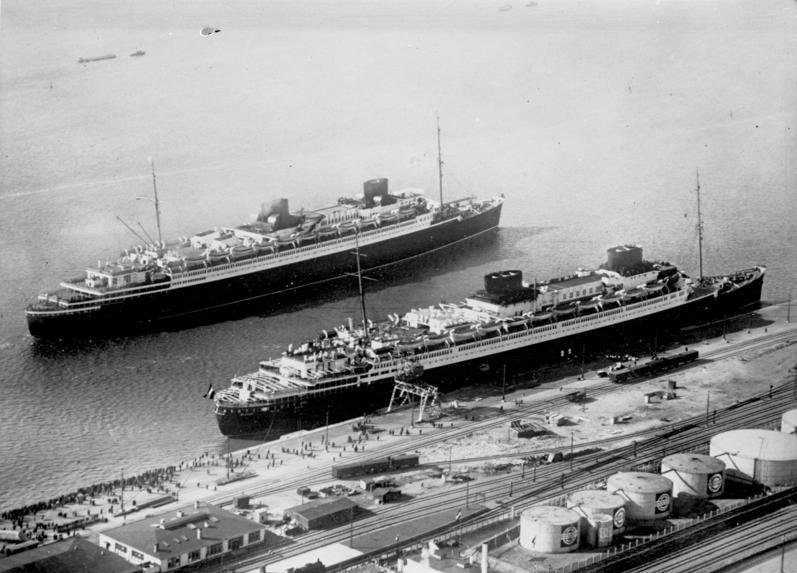
Bremerhaven på 1930-talet.

Bremens stad skapade den numera egna staden Bremerhaven 1827 då man började bygga en hamn norr om Geestes utlopp. Bremen agerade då man den tidigare förhamnen Vegesack under 1700-talet visat sig vara otillräcklig. Efter förhandlingar med Kungariket Hannover kunde man köpa loss ett område. Bremerhaven kom med tiden att bli en central pelare i Bremens handel med omvärlden och det var härifrån som de stora atlantångarna hos Norddeutscher Lloyd utgick på linjen mot New York och senare även Baltimore och New Orleans. Miljontals emigranter lämnade här Tyskland och Bremerhaven blev den största emigranthamnen i Tyskland.

### Reformer
Under Marsrevolutionen 1848 krävde Bremer Bürgerverein införandet av allmän rösträtt, ett nytt parlament, pressfrihet, maktdelning och självständiga domstolar. En författningsgivande församling valdes och en ny författning beslutades som trädde i kraft 1849. Men Bremens senat upphävde den 1852. Senaten lyckades inte ta tillbaka alla sina privilegier och en ny författning antogs 1854. Den kom att gälla fram till 1918 års revolution men innebar att det inte blev något allmän rösträtt. 
Efterhand kom Bremens självständighet att inskränkas när Preussen växte fram som ledade tysk stat. I det Tyska enhetskriget 1866 var Bremen tillsammans med Hamburg och Lübeck till en början neutralt men blev 1867 medlem av Nordtyska förbundet. 1871 blev Bremen en delstat i det enade Tyskland.

### Industrialiseringen
Bremen profiterade från en växande världsmarknad men även från Tyska rikets militära upprustning tillsammans med Tysklands strävan att bli kolonialmakt vilket ökade oceanhandeln i konkurrens med Hamburg. 1857 grundades Norddeutscher Lloyd som blev ett ledande rederi i konkurrens med bland andra Hapag. NDL kom att vinna det prestigefyllda Blå bandet för den snabbaste överfarten över Atlanten fem gånger 1898-1930. 
1872 grundades bomullsbörsen och samma år varvet AG Weser (senare Deschimag) där upp mot 20 000 kom att arbeta. Weservarvet kom att tillverka båtar för den upprustande tyska marinen fram till första världskriget och senare inför och under andra världskriget. Men företaget byggdes även frakt- och passagerarfartyg som Bremen IV (1929) och i ett senare skede oljetankers. 1893 följde grundandet av varvet Vulkan AG.

## 1900-talet

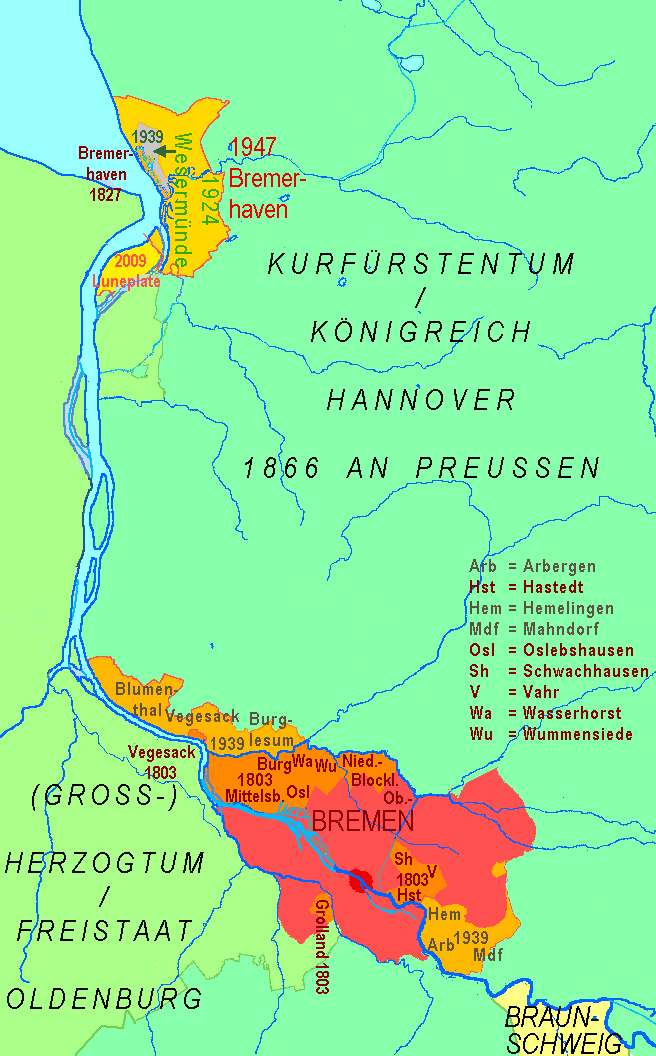
Bremens territorium efter 1800

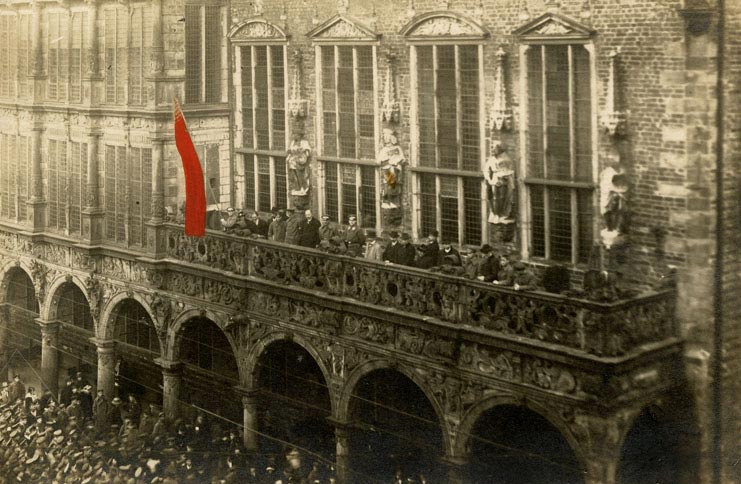
Bremens rådhus 1919: Bildandet av ett arbetar- och soldatråd utropas.

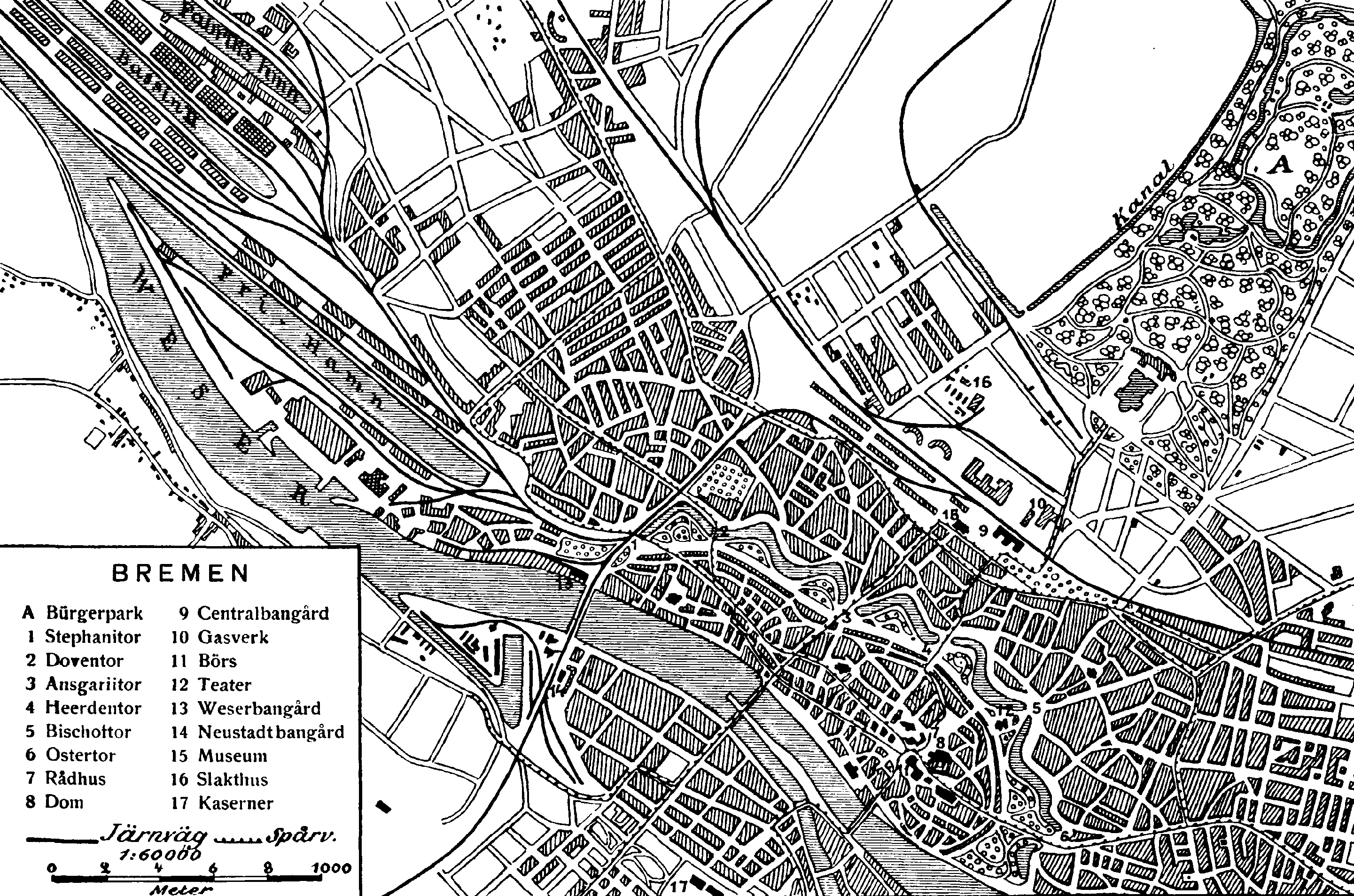
Karta över staden Bremen i början av 1900-talet

I samband med Matrosupproret i Kiel spred sig revolutionen till västfronten och omfattade snart även de större städerna och hamnarna i Tyskland. Under den efterföljande Novemberrevolutionen utropade Adam Frasunkiewicz från rådhusets balkong att man skulle bilda ett arbetar- och soldatråd. Stadens liberala borgerskap motsatte sig och organiserade ett medborgarutskott. 10 januari 1919 utropdes Bremens rådsrepublik, ett socialistiskt försök att återta makten över staden. Regeringen skickade in Freikorps som slog ner upproret 4 februari 1919 och undantagstillstånd rådde. En provisorisk regering styrde senaten innan man 9 mars 1919 kunde välja en nationalförsamling i Bremen. 18 maj 1920 antogs en parlamentarisk författning som kom att gälla till 1933.
Borgward utvecklades från 1920-talet till en av de ledande tyska biltillverkarna. I Bremen fanns även flygtillverkaren Focke-Wulf.

### Bremen i Tredje riket
1937 förlorade Bremen Bremerhaven genom en områdesreform. 1938 blev den nordvästra delen av Bremerhavens hamn en del av Bremens stad vilket den är även idag. Här finns sedan 1968 en stor containerhamn tillsammans med bilterminaler för export och import av fordon tillsammans med varvsanläggningar. Columbuskaje är en passagerarhamn där det idag inte längre går reguljär trafik. 
Under andra världskriget bombades staden av allierat flyg på grund av sin rustningsindustri, bland annat den stora varvsindustrin. 

### Bremen efter 1945
1945 intog brittiska styrkor Bremen och Bremerhaven. Delstaten Bremen blev en del av den brittiska ockupationszonen. USA behövde en hamn och därför övertog man Bremen från britterna 1947 och skapade en exklav i den amerikanska ockupationszonen. Det bidrog till Bremens självständighet gentemot det omkringliggande Niedersachsen i den brittiska zonen. Ledande politiker i Bremen blev Wilhelm Kaisen (SPD) som var regerande borgmästare 1945-1965. Han var även senatspresident från 1948. 15 september 1947 beslutade Bremens borgerskap om en ny författning som antogs genom en folkomröstning 12 oktober 1947. 1949 blev Bremen delstat i Västtyskland. 
Bremen har under efterkrigstiden genomgått en stor omstrukturalisering inom näringslivet. Redan 1961 gick Borgward i konkurs men kom att ersättas av Daimler-Benz personbilstillverkning. Stadens betydelse som hamnstad minskade under 1960-talet samtidigt som containertrafiken tog över och förändrade hamnarbetet radikalt. Varvsindustrin hamnade i en kris. AG Weser lade ner verksamheten 1983 som en följd av den varvskris som startade i samband med oljekrisen 1973. Vulcan lade ner sin verksamhet 1996. Inom elektronikindustrin kom Nordmende att bli en ny viktig industri efter kriget men lades även den ner.